# Annika Brändström
Annika Brändström, född 1959, är en svensk verkställande direktör och före detta rektor.

## Biografi
Brändström har en ekonomie kandidatexamen från Uppsala universitet. Åren 2000–2007 arbetade hon på IHM Business School, först som dekanus och sedan som rektor. År 2007 blev hon vd för SSF Stöldskyddsföreningen. Brändström är också ordförande för Brandskyddsföreningen Stockholm.
Brändström har i debattartiklar tidigare kritiserat lagen om allmän kameraövervakning. Tillsammans med den folkpartistiska riksdagsledamoten Johan Pehrson har hon också förespråkat en "strängare tillämpning av straffskalan och bättre möjligheter för näringslivet att samverka med de brottsbekämpande myndigheterna".
År 2012 tilldelades Brändström Hans Wermdalens säkerhetsstipendium för att ha "varit drivande i debatten kring brottsförebyggande arbete, inte minst genom attitydsundersökningar kring kameraövervakning, häleri samt ungdomars attityder till brott på nätet. Andra viktiga initiativ som Annika tagit är Antivåldsstipendiet och "Isaynoviolence", en ungdomssatsning för att minska hot & våld mellan unga."
År 2015 utsågs Brändström till Årets Trygghetsambassadör av tidningen SecurityUser.com och tankesmedjan Säkerhet för Näringsliv och Samhälle (SNOS).
År 2019 fick Annika SSF Stöldskyddsföreningens förtjänsttecken i guld i samband med föreningens årsmöte.